# Christophe Adimou
Christophe Adimou est un ecclésiastique béninois de l'Église catholique romaine. Il est archevêque de Cotonou. 

## Biographie

### Origines et études
Christophe Adimou naît le 12 janvier 1916 à Cana  et meurt le 8 juillet 1998. Il fait des études de théologie catholique et de philosophie. 

### Ordination et nomination
Christophe Adimou reçoit le sacrement de l'ordre le 14 janvier 1951. De 1958 à 1960, Christophe Adimou est rédacteur en chef du journal ecclésiastique béninois La Croix du Bénin,,. 
Le 11 mars 1968, le pape Paul VI le nomme premier évêque de Lokossa. L'archevêque de Cotonou, Bernardin Gantin, lui confère l'ordination épiscopale le 25 juillet de la même année ; les co-consécrateurs sont l'évêque d'Abomey, Lucien Monsi-Agboka et l'évêque d'Atakpamé, Bernard Oguki-Atakpah (de),,. 
Le 28 juin 1971, Paul VI le nomme archevêque de Cotonou. Le 27 décembre 1990, le pape Jean-Paul II accepte sa demande de démission présentée pour des raisons d'âge,,.  
De 1972 à 1991, Christophe Adimou est également président de la Conférence épiscopale du Bénin,,.   
Par décret N°1972-215 du 17 août 1972, il est fait commandeur de l'ordre national du Bénin.

## Distinctions
- Commandeur de l'ordre national du Bénin, 17 août 1972[6]